# 庫勒爾 (密蘇里州)
庫勒爾（英語：Cureall）是位於美國密蘇里州豪厄爾縣的非建制地區。

## 歷史
庫勒爾的郵局於1860年設立，其後於1958年停運。

## 地理
庫勒爾所處的海拔為高於海平面287米（即942英呎），而該地所採用的時區為UTC-6，即北美中部時區（CST）。同時該地設有夏令時間，為UTC-6調快一小時，即UTC-5（CDT）。